# Липинский, Тимотеуш
Тимотеуш Липинский (пол. Tymoteusz Lipiński; 24 января 1797, с. Деречин, ныне Гродненской области Беларуси — 7 сентября 1856, Варшава) — польский историк, археолог, географ, нумизмат, профессор. Старший брат писательницы Катажины Левоцкой.

## Биография
Родился 24 января 1797 года в селе Деречин бывшего Новогрудского воеводства (ныне Зельвенского района Гродненской области Беларуси). Потомок польского рода герба «Бродзиц». Отец — Станислав Липинский, майор Войска польского, мать — жена отца Мария (Марианна) Олесницкая-Гловач, семья которой жила на Волыни. Тимотеуш рано потерял родителей, его опекуном стал Юзеф Липинский.
Сначала учился в начальных школах в Гродненском уезде, затем с помощью Юзефа получил лицеистское образование в Варшаве, где учился в 1811 году. С 1819-го изучал науки в Варшавском университете, где получил абсолюториум в отделе наук и искусства, а одним из его преподавателей был Л. Осинский (пол. L. Osiński). [источник?]
Принимал участие в антироссийском восстании 1830—1831 годов в его начале как рядовой Народовой Гвардии, однако затем отказался от ранга подофицера. Остался на территории Польши после поражения восстания.
В 1842—1854 годах был сотрудником издания «Библиотека Варшавска» (пол. Bablioteka Warszawska). В 1833—1851 годах преподавал в варшавских школах, в частности, преподавал историю, польский язык, географию в Окружной школе (на ул. Фрета), потом в Реальной уездной школе. В середине 1852 года выехал во Львов для установления контактов с Августом Бельовским, кс. Садоком Барончом, Каролем Шайнохоем и Оссолинеумом.
Он был заинтересован в исследовании древней истории, путешествовал по всей стране и собрал информацию, связанную с этим. Результатом этих исследований является монументальный труд (в соавторстве с Михалом Балинским)
- «Древняя Польша с точки зрения исторического, географического и статистического» (три тома в четырёх частях; Варшава, 1843—1846 гг.)

Кроме того, выпущено в свет ещё:
- «Сообщение исторические, нумизматические, о коронации образов Девы Марии в бывшей Польше» (Варшава, 1850 г.);
- «Описание уезда Радомский» (Варшава, 1847 г.).
- «Биографии великих поляков в XVIII веке Жизнь.»
- «Словарь содержит пословицы, притчи, советы и способы вещания.»

Много его статей также были размещены в различных журналах.
Не женился. Умер 7 сентября 1856 года, похоронен на Повонзковском кладбище (кватер 6, ряд 3). Его надгробие изготовлен и установлен на средства братьев и сестер.